# Hushpuppy

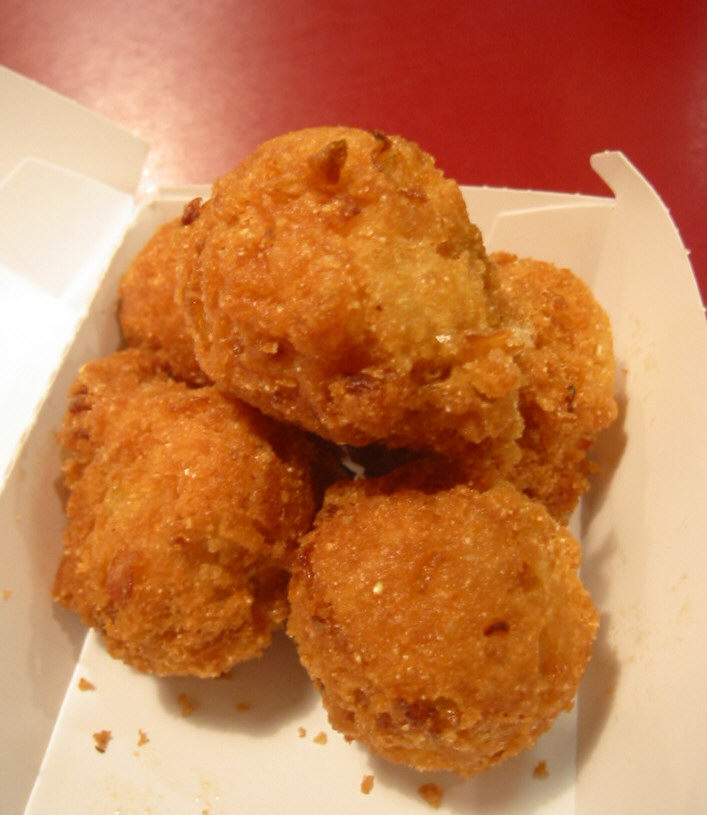
Cinco hushpuppies en una caja de cartón.

Los hushpuppies (literalmente ‘callacachorros’) o cornbread balls (‘bolas de pan de maíz’) son un plato salado a base de almidón hecho de rebozado de harina de maíz que se fríe u hornea con forma esférica, y ocasionalmente también oblonga o en anillo. Los hushpuppies se sirven con frecuencia como acompañamiento.

## Preparación
Los ingredientes típicos incluyen harina de maíz, de trigo, huevos, sal, bicarbonato, leche o suero de mantequilla y agua, y pueden incluir cebolla, cebolleta, pimiento y granos enteros de maíz. A veces también se usa rebozado de panqueque. La masa se mezcla bien, ajustando los ingredientes hasta que espesan. Entonces se echan cucharadas en aceite caliente. Los panecillos se fríen hasta dejarlos dorados y crujientes, y se dejan enfriar. Se sirven acompañando platos de marisco o a la barbacoa. Se suelen elaborar en casa o servirse en restaurantes de comida casera.

## Historia
Los americanos nativos usaban maíz molido para cocinar mucho antes de que los exploradores europeos llegaran al Nuevo Mundo. La cultura americana nativa del sur de Estados Unidos (cheroquis, chickasaws, choctaws, creeks) es la piedra angular de la cocina sureña. De ella surgió uno de los principales alimentos básicos de la dieta sureña: el maíz, tanto molido en harina como cocido con cal para obtener nixtamal. El maíz se usaba para hacer todo tipo de platos, desde el familiar pan de maíz y el grits a licores como el whisky y el moonshine, que eran importantes mercancías comerciales. El pan de maíz fue popular durante la guerra civil estadounidense, porque era muy barato y podía hacerse en muchos tamaños y formas diferentes. Podía prepararse en hogazas altas y esponjosas o simplemente freírse para una comida rápida.

Hasta un grado mayor que el que nadie puede advertir, varios de los platos más importantes de los indios del sureste perduran en la soul food comida tanto por negros como para blancos. El hominy, por ejemplo, sigue comiéndose ... El sofkee perdura como grits ... el pan de maíz [es] usado por cocineros sureños ... las frituras indias ... llamadas de formas diversas como hoe cake, ... o Johnny cake. ... El pan de maíz hervido indio está presente en la cocina sureña como corn meal dumplings, ... y como hush puppies, ... Los sureños cocinan sus judías y guisantes hirviéndolas, como hacían los indios ... como los indios, curan su carne y la ahúman sobre carbón de nogal.

## Origen del nombre
Los hushpuppies tienen una fuerte relación con el sur de Estados Unidos, si bien se encuentran en muchas regiones del país en restaurantes de pescado frito. El nombre se atribuye a menudo a los cazadores, pescadores u otros cocineros que freían alguna mezcla básica de harina de maíz (con la que posiblemente habían empanado o rebozado su propia comida) y la daban de comer a sus perros para ‘callar a los cachorros’ durante las parrilladas o fritadas de pescado. También, los esclavos que huían daban esta comida a los perros guardianes de sus dueños para silenciarlos.[cita requerida]
Otras leyenda sobre los hushpuppies procede de la época de la guerra civil estadounidense. Los soldados sureños se sentaban junto al fuego, preparando su comida. Cuando los unionistas se acercaban, tiraban a sus perros algunas de las frituras con la orden «Hush, puppies».

## En el Caribe

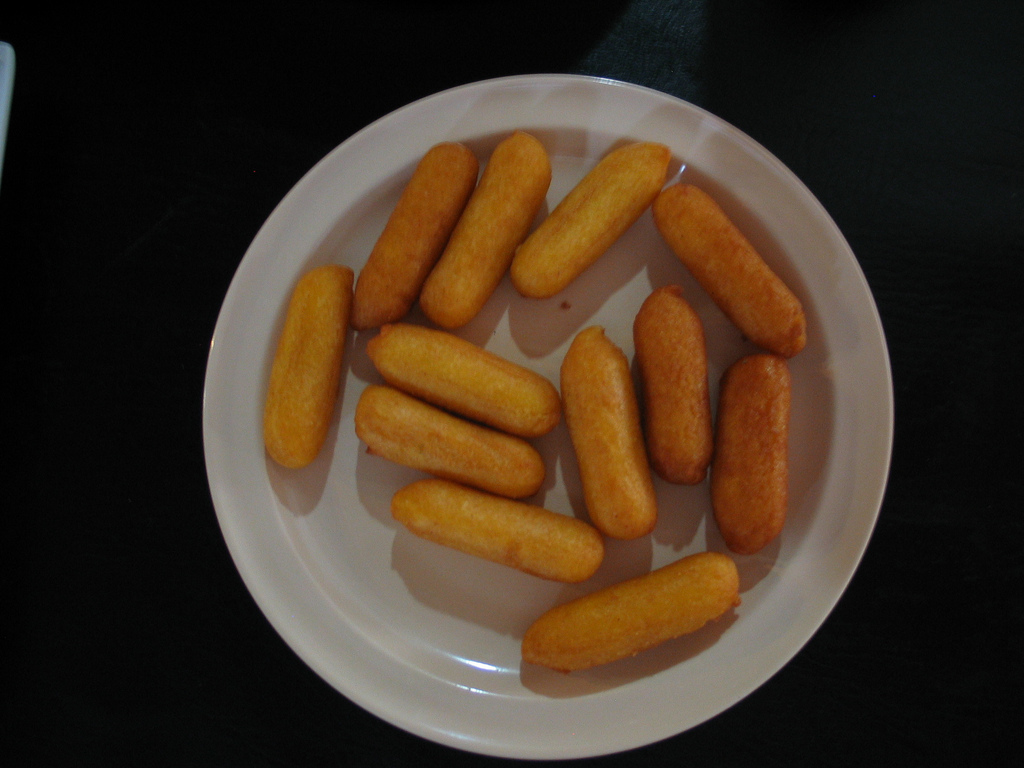
Plato con una docena de sorullitos de Ponce (Puerto Rico).

En la cocina jamaicana estos panes fritos se conocen como festivals y se preparan con harina de maíz, sal y azúcar, friéndolos con forma de panecillo de perrito caliente. Son más dulces que los hushpuppies, que a menudo contienen cebolla o ajo en lugar de azúcar. Se sirven con carnes con jerk jamaicano, como cerdo o pollo, o también con pescado frito o escoveitch (véase también escabeche y ceviche).

### Puerto Rico
En Puerto Rico, los hushpuppies toman la forma de salchichas cortas y se llaman sorullitos. Al ser dulce resultan muy populares entre los niños.

### República Dominicana
Se conocen como arepitas o bollitos  de maíz fritos.